# 舰载垂直发射系统

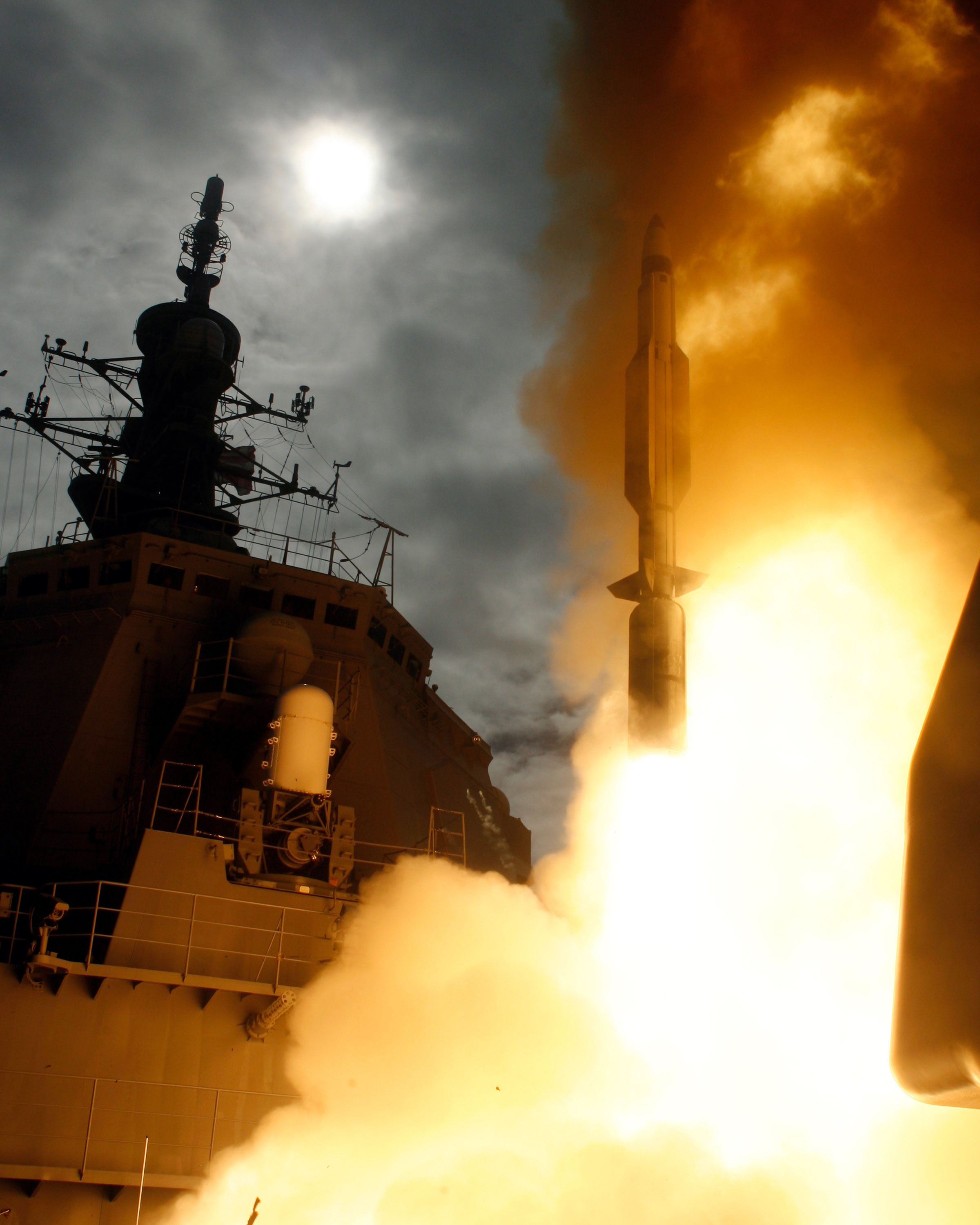
日本海上自衛隊金剛級護衛艦的垂直發射系統發射標準三型防空飛彈SM-3

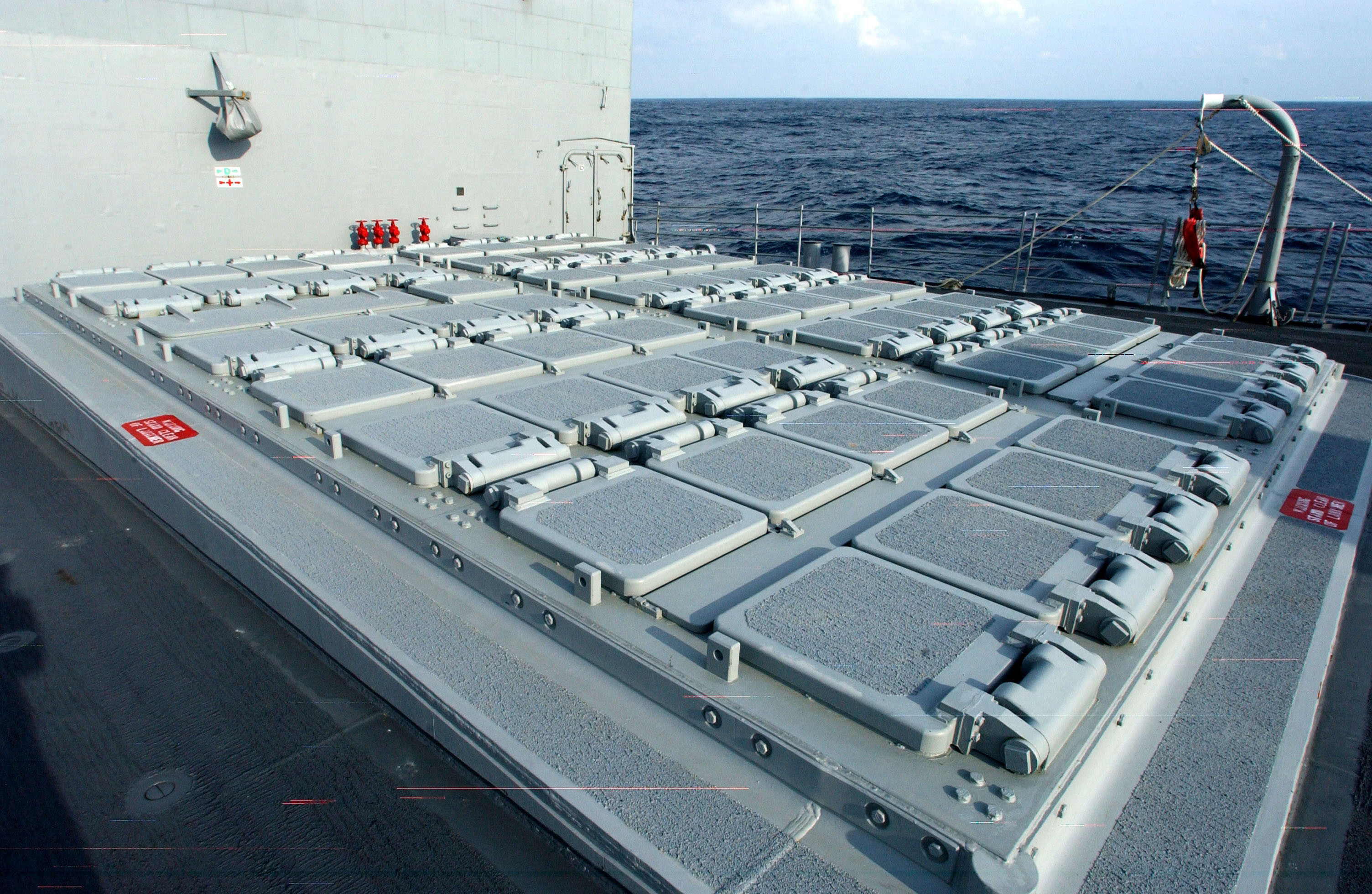
美國USS San Jacinto (CG-56)號的垂直發射系統

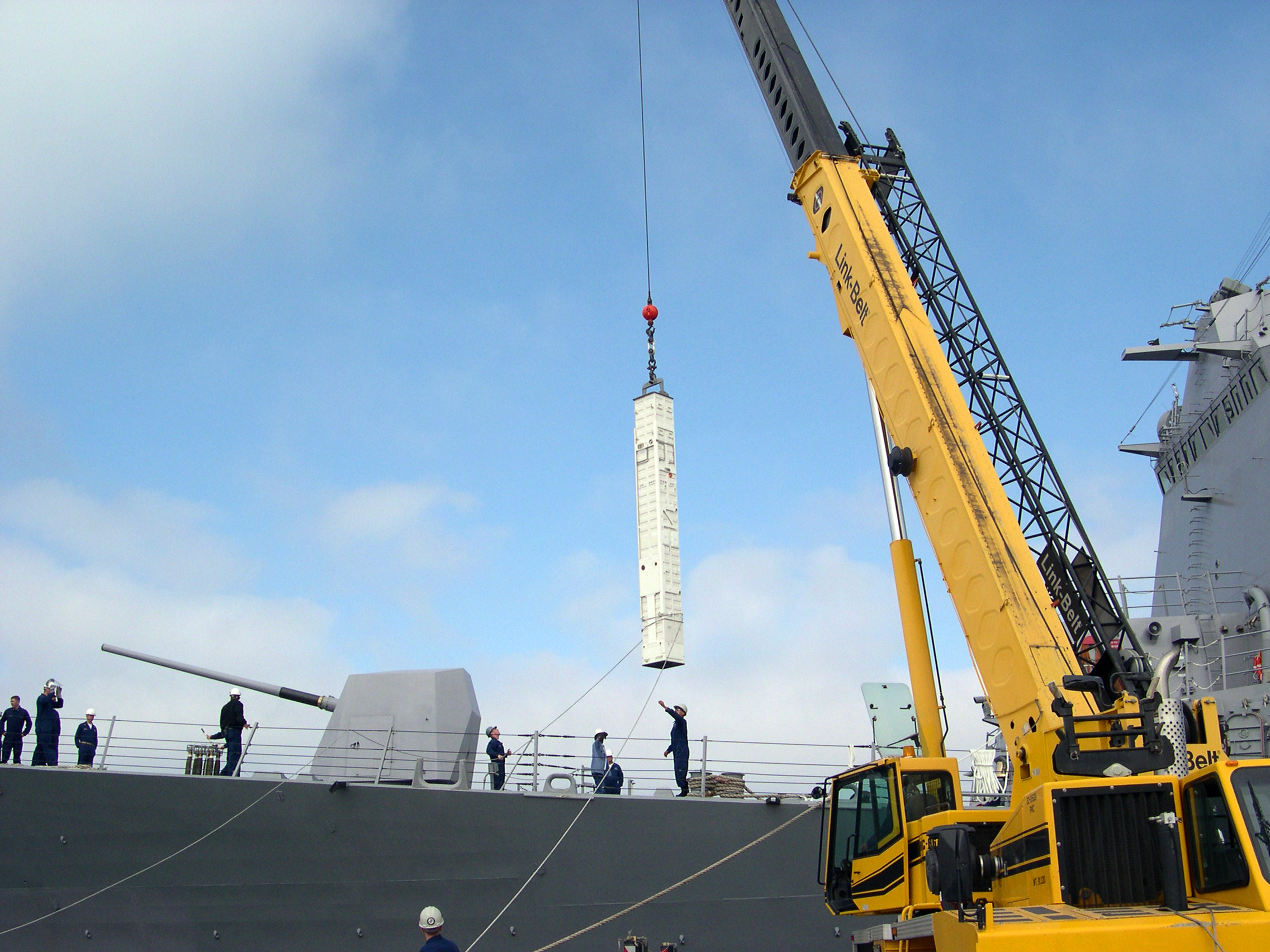
美國麦坎贝尔号（DDG-85）的垂直發射系統正在裝填

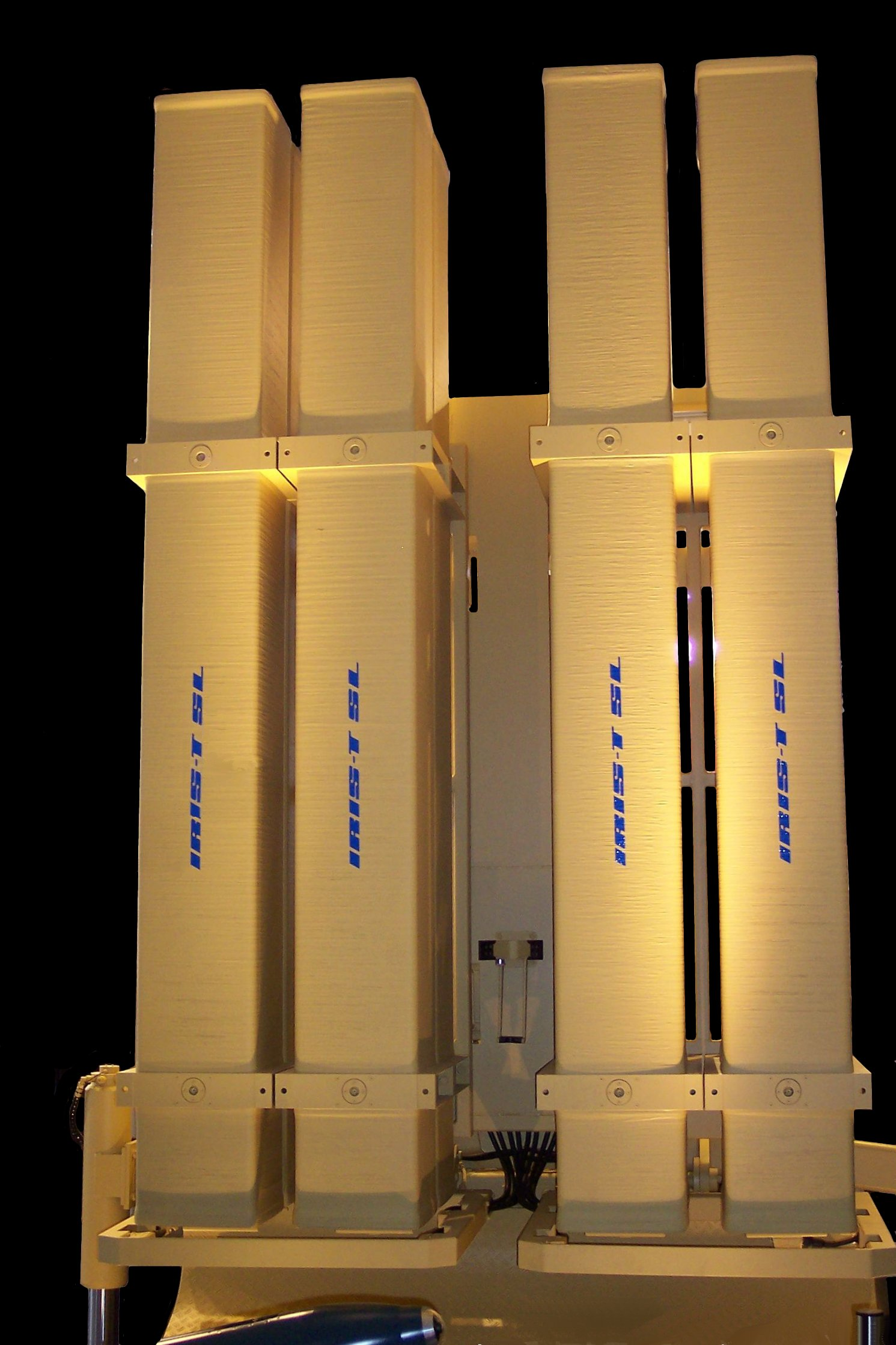
德國IRIS-T SL垂直發射系統

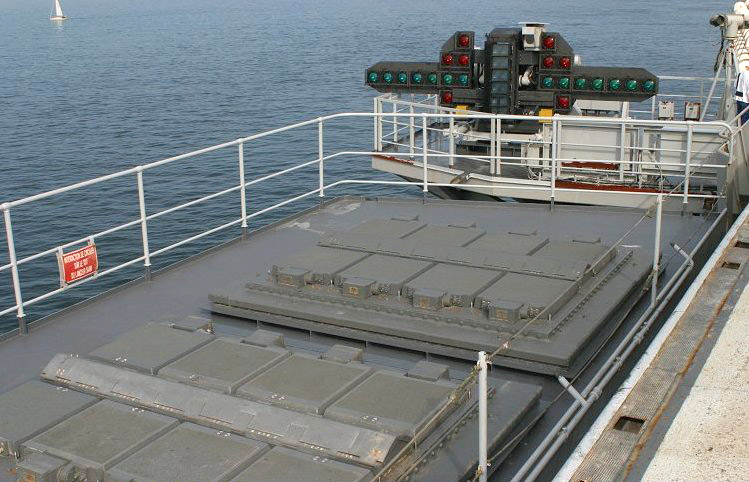
法國海軍戴高樂號航空母艦的Sylver垂直發射系統

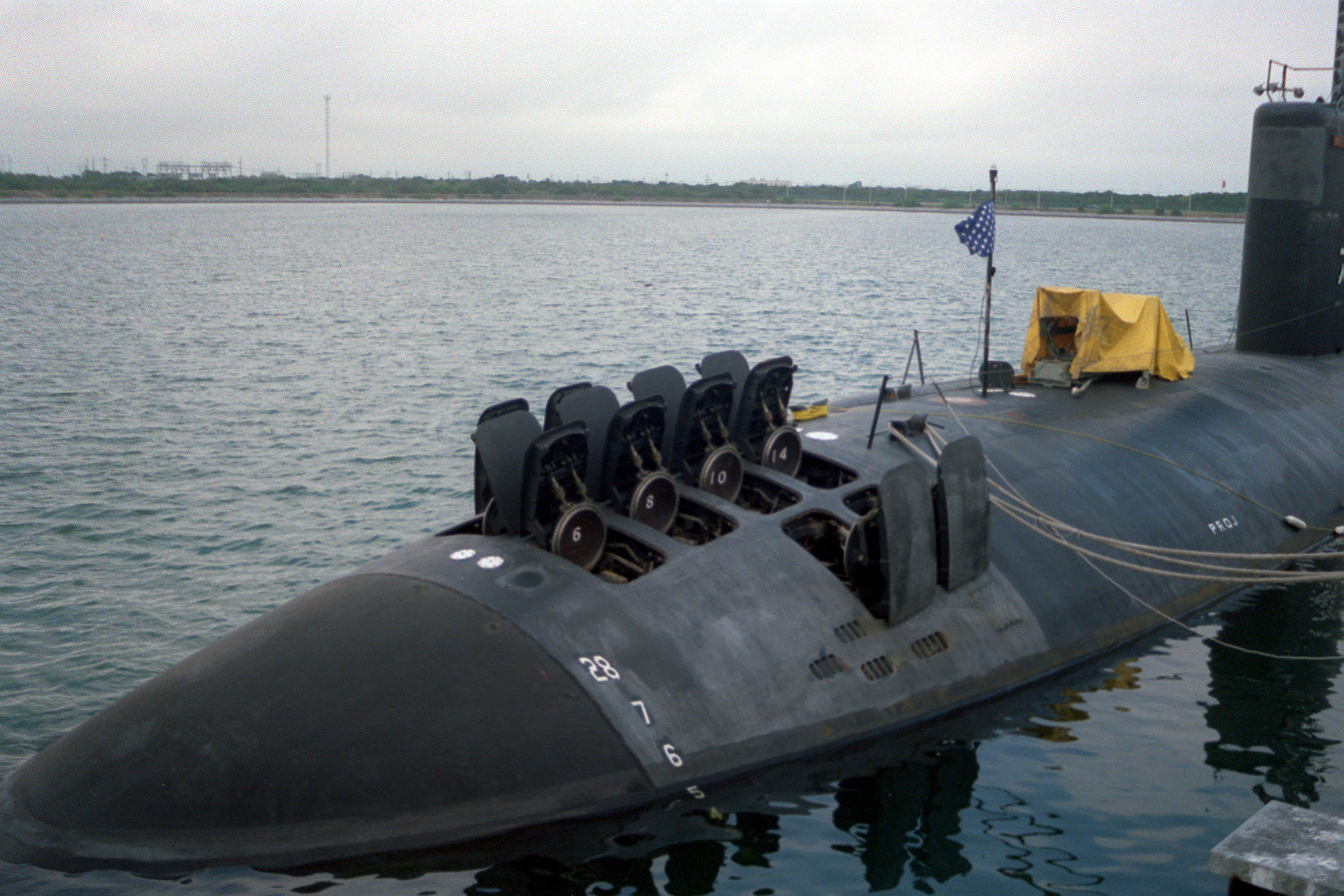
洛杉磯級核潛艇的垂直發射系統，可裝備戰斧巡弋飛彈

艦載垂直發射系統（英文：Vertical Launching System，縮寫：VLS）为一种用在潜艇和某些水面舰只上的导弹发射系统，最早产生于弹道导弹的发射系统。

## 發射方式

### 熱發射（hot launch）系統
利用飛彈本身的发动机或者助推器產生推力將導彈射出發射管，因此系統本身並無動力结构，並擁有排焰排氣管道。熱發射系統的優點是效率較高，它能夠節省發射系統的體積和重量、並降低其維護成本。可是在可靠性方面，熱發射系統卻比冷發射系統略遜一籌，因系統本身並無動力將有問題的導彈射出，當出現点火卡彈或其他的狀況時，難以排出彈體，故其損管、滅火技術要求高，須保證發射失敗時系統能承受推進劑在發射管內長時間灼燒與彈頭殉爆時不會導致其他發射管內的彈體誘爆。

### 冷發射（cold launch）系統
使用其它的機構（最常使用的是弹射杆，利用燃气带动一个拉杆將飛彈彈出去）將导弹彈射出去，待其離開發射管後，再點燃发动机。此系統的優點是安全，因為它能夠有效地將有問題的導彈射離艦艇。同時配置上靈活性也高，比如苏联的舰载冷弹射防空导弹就是移植陸上的S-300与“道尔”导弹的改型，燃气发射器是整合在储运发射筒内部，不是共用弹射装置。
由於導彈於離開發射管後才點燃主发动机，因此冷發射系統不用承受點燃導彈所產生的高熱火焰，對導彈氣動外形改動較小，有利於保證導彈的飛行性能，並可使該系統的船艦使用寿命較長。但是，相較於熱發射系統，冷發射系統的发射效率較低，而且难以做到不同导弹共架发射，而且如果發射失敗，發射器有可能將飛彈彈出去後掉到船上爆炸，造成更大傷亡。不過這個也有解決方法，蘇聯船艦很少垂直发射井，实际倾角通常在85度左右，使得导弹出井后会离开舰艇舱面的上空，落入水中。
潛射導彈算是一種另類的冷發射系統，因為在水面下有水壓，需先使用氣體打出一個氣井，這時的發射發動機不是只有彈出就好，還要可以持續產生大量高壓助力，形成一個空泡「護送」彈道飛彈衝到接近水面，再讓導彈出水時點火。浮筒式則是先彈出浮筒，上浮出水時導彈點火射出而離開浮筒。

### 共架發射（Concentric Canister Launch）系統
也稱作冷-热兼容发射系統，使得同一发射井可以发射多种不同用途的冷发射与热发射的导弹，有同時享有冷、熱發射系統的優點以及更強導彈兼容性為優勢，但把兩種系統合二為一的技術要求很高，即放入的導彈必須要自建獨立熱發射或冷發射容器模組導致發射槽的長、寬比增加，目前僅解放軍海軍的052D型和055型驅逐艦上有使用。

## 各國舰载垂直發射系統簡介

### 美國

#### Mk 41
Mk 41為美國現役艦艇所使用的熱發射式垂直發射系統。它能夠裝備多種不同類型的飛彈，包括進化型海麻雀飛彈（ESSM）、標準二型防空飛彈、標準三型防空飛彈、標準六型防空飛彈、阿斯洛克反潛飛彈及戰斧巡弋飛彈。
Mk 41為美軍用於取代老式裝甲發射箱、Mk 10、Mk 11、Mk 13及Mk 26的多用途發射系統。現役所有阿利·伯克級驅逐艦及提康德羅加級飛彈巡洋艦均搭載上述系統。而日本金剛級驅逐艦、愛宕級驅逐艦、摩耶級驅逐艦、村雨級驅逐艦、高波級驅逐艦、秋月級驅逐艦、朝日級驅逐艦、日向級直升機航空母艦、最上級巡防艦與韓國忠武公李舜臣級驅逐艦、世宗大王級驅逐艦與中華民國高雄號兩棲指揮艦等船隻都有此飛彈發射系統。
日本、南韓、西班牙、澳洲及挪威海軍所使用，擁有神盾戰鬥系統的艦艇上均使用Mk 41。其他無神盾戰鬥系統的使用國有澳洲、加拿大、德國、新西蘭、荷蘭、以色列、土耳其及中華民國。

#### Mk 45
Mk 45是戰斧巡弋飛彈使用於潛艇上的垂直發射器編號。

#### Mk 46
Mk 46是美國俄亥俄級彈道飛彈潛艇上發射三叉戟彈道飛彈的裝置，原本只能安裝一枚三叉戟飛彈的發射筒改為一次安裝七枚戰斧巡弋飛彈的發射筒。

#### Mk 48
Mk 48可以視作為Mk 41的縮短版，作為海麻雀飛彈的垂直發射裝置，因此能夠容納2枚ESSM版海麻雀飛彈。日本海上自衛隊村雨級驅逐艦除了裝備Mk 48垂直發射裝置16單元以外，同時裝備Mk 41垂直發射裝置16單元。

#### Mk 56
為配合進化型海麻雀飛彈（ESSM）設計的輕型垂直發射系統，與MK-48相較，MK-56具有即時熱抽換能力，比MK-48壽命更長、更輕巧而且更易維修。
Mk 56共有三種款式:
- 四聯裝為一個單元（共4管個發射管）
- 三組四聯裝為一個單元（共12管個發射管）
- 八組四聯裝為一個單元（共32管個發射管）

#### Mk 57
Mk 57垂直發射系統是雷神（Raytheon）公司和BAE系統（BAE system）公司為朱瓦特級驅逐艦及其他發展中艦艇所開發的垂直發射系統。與Mk 41相較，Mk 57採取開放式架構，當艦艇換用新飛彈硬體時，不必同步更新發射器的硬體或軟體，只需安裝新飛彈的控制和軟體的介面。透過降低發射器的軟硬體更新需求、飛彈和發射器之間的不相容性，以及整檢時檢測項目的最少化，達到發射系統與搭載艦艇的最佳戰鬥效率和最佳壽期操作維護成本。
其次，有鑑於未來可能安裝更大更重的飛彈，Mk 57在設計時即已在發射器上保留彈性，以安裝輕如進化型海麻雀飛彈（ESSM），或重如發展中的標準六型防空飛彈。
另外，發射單元的外部也安裝複合材料裝甲，降低被擊中時誘爆儲存中飛彈的機率。配合重新設計的消防系統，即使發射器因意外事故或戰損而引起火災，也不致波及其他飛彈。重新設計的排煙系統可以提高飛彈發動機45％的效率，使飛彈噴焰不致成為抵銷飛彈推進的能量，並可將廢氣更順暢的排出發射器。
Mk 57以4個飛彈窖為一組，整組系統高度為7.925公尺、長度為4.33公尺、寬度為2.29公尺，重量為33,600磅（15.25公噸）。單一飛彈窖寬度為71公分、高度為7.19公尺。

#### Mk 70[3]
水陸兩用的垂直發射系統。將會是美國大型無人水面艦、自由级濒海战斗舰、獨立級濱海戰鬥艦上發射战斧巡航导弹、RIM-174标准导弹的裝置。

#### G-VLS
G-VLS「成長型垂直發射系統」（Growth-VLS）是洛克希德·馬丁公司為朱瓦特級驅逐艦和DDGX驅逐艦開發的大型飛彈垂直發射器，用作兼容大尺寸高超音速導彈，目前仍在研製當中。

### 俄羅斯

#### S-300F
SA-N-6“里夫”（S-300F，北约代号“雷声”）是苏联二十世纪70年代研制装备的远程舰载区域防空导弹系统，是S-300导弹（SA-10）海军版。是世界上第一种舰空导弹垂直发射系统。装备基洛夫级、光荣级导弹巡洋舰。该系统采用5B55导弹（Fort型）或48N6E导弹（Fort-M型）。该系统采用冷发射，发射装置为独特的转轮式发射系统，转柱直径3.8米，备弹8发。使用的Б-203型左轮式垂發系统，最初用于发射5V55系列防空导弹。每8单元只有一个面积较小且带有35毫米装甲保护盖的发射口，对于维持甲板强度以及建立核生化防护体系十分有利，有效抵御航弹和反舰导弹爆炸产生的冲击波和破片。Б-203的左轮式结构是对传统的悬臂式发射架下方环形弹舱的继承和改进。在导弹的充满惰性气体的密封式储运/发射筒内布置独立的提拉活塞杆式冷发射装置，使导弹能直接从弹库中发被弹射出去，在空中点火。S-300FM垂发系统后来改用与5V55尺寸不同的48N6系列导弹。安装适配器后让9M96系列防空导弹实现“一坑四弹”。
光荣级巡洋舰的Б-204型垂發系统是Б-203的简化版，取消了装甲防护结构。

#### 3K95
3K95“短剑”（北约代号“SA-N-9”）是苏联研制装备的中近程舰对空点防御导弹系统。是把陆军型SA-15“道尔”导弹“移植”到舰上。系统由俄罗斯阿尔泰设计局研制，采用的舰空导弹由火炬设计局研制。采用鸭式布局、指令制导、垂直发射方式。发动机为单级双推力。作战范围为高度10～6000米、距离1500～12000米的飞机。

#### 3S14
冷热兼容舰载通用垂直发射装置3S14E，热发射“俱乐部-T”系列各类导弹，冷发射“缟玛瑙”SS-N-26反舰导弹。占用四层舱室高度。第一批计划安装3S14的956U型驱逐舰。印度购买的11356型护卫舰是3S14通用垂发的第一个服役用户。

#### 3S97
小型通用垂發3S97，占用两层舱室的高度，兼容9M96系列中/远程防空导弹（一井一弹）和9M100近程防空导弹（一井四弹）。

### 中華人民共和國

#### 海紅旗9垂發
在052C型驅逐艦上裝備的海紅旗-9中遠程防空導彈，使用與陸基版紅旗9相同的冷發射技術，每組八聯裝，呈圓形佈置，雖外表與S-300F相似，但不使用转轮机构，而是每一发导弹都有自己独立的开口。

#### H/HT-1型冷熱共架型垂發
在052D型驅逐艦和055型驅逐艦上的垂直发射系统采用冷热共架，擁有全球最大的單一發射單元尺寸，高達850mm。發射海紅旗-9B中遠程防空導彈時使用冷发射，發射鹰击18反舰导弹時采用热发射。

#### H/AKJ-16型垂發
發射海紅旗-16中程防空飛彈和魚-8火箭助飛魚雷。在054A型护卫舰及升級後的051B型驅逐艦和現代級驅逐艦上使用。

### 大韓民國

#### K-VLS
主要用於裝備國產玄武三型巡弋飛彈、紅鯊反潛飛彈（K-ASROC）、四合一海弓防空飛彈（K-SAAM）、四合一L-SAM防空飛彈與天弓防空飛彈（KM-SAM），但不兼容標準二型和ESSM。

#### K-VLS II
主要用於裝備國產玄武三型巡弋飛彈、紅鯊反潛飛彈（K-ASROC）、四合一海弓防空飛彈（K-SAAM）與四合一L-SAM防空飛彈。

### 中華民國

#### 華陽VLS
由國家中山科學研究院所開發，已於高雄號兩棲指揮艦上通過海劍二型防空飛彈、海弓三型防空飛彈的作戰測評，並可在一格內裝填四枚海劍二型防空飛彈，將在康定級巡防艦上取代使用多年且防空能力較差的海欉樹防空飛彈，也將裝備於新一代巡防艦及輕型巡防艦。

### 法國

#### Sylver
法國海軍集團2001年推出了自研的艦載垂直發射系統Sylver，有多種不同高度的型號，用於發射不同類型的飛彈，可裝備响尾蛇导弹、雲母飛彈、阿斯特飛彈與暴風影飛彈。

## 外部連結
- 雷神公司Mk57發射系統的介紹